# Arheoraptor
Arheoraptor je neformalni rodni naziv za fosil iz Kine koji je objavljen u članku magazina Nacionalna Geografija 1999. godine. Magazin je tvrdio da je taj fosil „deo koji nedostaje" između ptica i kopnenih dinosaurusa teropoda. Čak i pre ove publikacije postojale su ozbiljne sumnje u autentičnost tog fosila. Dalja naučna istraživanja su pokazala da je taj fosil falsifikat izgrađen od preuređenih komada pravih fosila različitih vrsta. Otkriveno je da su glava i gornji deo tela pripadali primerku primitivne fosilne ptice Janornis. Studija iz 2002. godine je otkrila da rep pripada malom krilatom dromeosaurusu, koji je dobio naziv Mikroraptor 2000. godine. Noge i stopala pripadaju i dalje nepoznatoj životinji.
Ovaj skandal je skrenuo pažnju na ilegalne poslove vezane za fosile koji se obavljaju u Kini. Iako je „Arheoraptor" bio falsifikat, mnogi istiniti primerci pernatih dinosaurusa su pronađeni i demonstriraju evolucionu vezu između ptica i drugih teropoda.

## Skandal
Arheoraptor je predstavljen na konferenciji za štampu koju je održao magazin Nacionalna Geografija u oktobru 1999. Na istoj konferenciji za štampu, najavljeni su planovi da se fosil vrati kineskim vlastima, jer je ilegalno izvezen. U novembru 1999. Nacionalna Geografija predstavila je fosil u članku koji je napisao umetnički urednik Kristofer Sloan. Članak je uopšteno govorio o pernatim dinosaurusima i o poreklu ptica. Tvrdio je da je fosil „deo koji nedostaje izmedju kopnenih dinosaurusa i ptica" i neformalno su ga nazivali „Archaeoraptor liaoningensis", najavljujući da će kasnije biti i formalno imenovan kao takav. Ovo ime u prevodu znači „drevni pljačkaš Ljaoninga". Ovo je privuklo kritiku od strane Stors L. Olsona, kustosa ptica u Nacionalnom muzeju istorije prirode u Vašingtonu. Pišući u biltenu svog muzeja, Bekboun-u, osudio je objavljivanje naučnog imena u popularnom časopisu, bez recenzije, kao „noćnu moru". 
Trećeg februara 2000. godine, Nacionalna Geografija je izdala saopštenje za javnost u kojem se navodi da bi fosil mogao biti kompozit, i da je započeta interna istraga. Istog meseca, Bil Alen, urednik Nacionalne Geografije, rekao je magazinu Nejčur da je bio „besan" kada je saznao da je fosil možda lažiran. U martovskom izdanju, u odeljku foruma, u pismu dr. Zu Zing-a istaknuto je da se repni deo verovatno ne podudara sa gornjim delom tela. U oktobru 2000. godine Nacionalna Geografija je objavila rezultate svoje istrage, u članku koji je napisao istraživački novinar nagrađivan Pulicerovom nagradom Luis M. Simons. Simons je zaključio da je fosil kompozit i da su praktično svi uključeni u projekat napravili neke greške.

### Hronologija
Prema izveštaju Nacionalne geografije, priča o „Arheoraptoru" počinje jula 1997. godine u Ziasanjiazi, u Kini, gde su farmeri rutinski kopali u jamama škriljca pijucima i prodavali fosile trgovcima za nekoliko dolara. To je bila nezakonita praksa, ali tada je bila uobičajena. U ovom slučaju, jedan farmer je pronašao retki fosil zubaste ptice, zajedno sa otiscima pera. Fosil se razbio na komade tokom sakupljanja. U blizini, u istoj jami, pronašao je komade, uključujući pernati rep i noge. Nekoliko ovih delova zacementirao je na način koji je smatrao tačnim. Navodno je znao da će od njega nastati potpuniji izgled, a samim tim, i skuplji fosil. Prodat je u junu 1998. godine anonimnom dileru i prokrijumčaren je u Sjedinjene Države. Prema vlastima u Pekingu, nijedan fosil ne sme legalno napustiti Kinu.
Do jesenjeg godišnjeg sastanka Društva paleontologije kičmenjaka, održanog u Juti 1998. godine, kružile su glasine o upečatljivom fosilu primitivne ptice koja je bila u privatnim rukama. Fosil je predstavio anonimni diler na izložbi dragulja u Tusonu, u Arizoni. Muzej dinosaurusa u Blandingu, u Juti, kupio ga je u februaru 1999. godine. Muzejem su upravljali pokojni Stiven A. Čerkas i njegova žena Silvija Čerkas. Gospodin Čerkas nije imao univerzitetsku diplomu, ali je bio entuzijasta dinosaurusa i umetnik. Organizovao je da pokrovitelji njegovog muzeja, uključujuči poverenika Dejla Slejda, obezbede 80.000 dolara za kupovinu fosila, kako bi ga naučno proučili i sprečili da nestane u anonimnoj privatnoj kolekciji.
Čerkasovi su kontaktirali paleontologa Fila Karija, koji je kontantirao Nacionalno geografsko društvo (eng. National Geographic Society). Kari se složio da prouči fosil pod uslovom da je na kraju vraćen u Kinu. Nacionalno geografsko društvo je nameravalo da fosil formalno objavi u recenziranom naučnom časopisu Nejčur, nakon čega bi bila konferencija za štampu i izdanje Nacionalne Geografije. Urednik Bil Alen zatražio je da svi članovi projekta drže tajnu o fosilu.
Slejd i Čerkasovi su nameravali da fosil bude „krunski dragulj" Muzeja dinosaurusa i planirali su da tamo bude izložen 5 godina. Sloan kaže da je u Jutu odleteo u proleće 1999. godine da bi ubedio Stivena Čerkasa da vrati fosil u Kinu odmah nakon objavljivanja, ili ne bi o tome pisao za Nacionalnu Geografiju, a Kari na tome ne bi radio. Čerkas se tada složio. Kari je potom kontaktirao Institut za paleontologiju i paleoantropologiju kičmenjaka u Pekingu, a Zu Zing je avionom doveden u Jutu da bi bio deo tima „Arheoraptor".
Tokom početnog ispitivanja fosila 6. marta 1999. godine, Kariju je već postalo jasno da su se leva i desna noga savršeno odražavale i da je fosil završen upotrebom dela fosila i pandana (eng: part and counterpart - predstavljaju podudarajuće polovine fosila). Takođe je primetio da se ne može videti veza izmedju repa i tela. U julu 1999. godine, Kari i Čerkasovi su doveli fosil u Rentgensku CT ustanovu visoke rezolucije Univerziteta u Teksasu, koju je osnovao i kojom je upravljao dr Timoti Rouv, radi CT skeniranja. Rouv je, izvršivši snimke 29. jula, utvrdio da su snimci ukazali da donji fragmenti koji prikazuju rep i potkolenice nisu deo fosila "Arheoraptora". On je obavestio Čerkasove 2. avgusta da postoji šansa da je cela stvar prevara. Tokom naredne diskusije, Čerkasovi su vršili pritisak na Rouva i Karija da zadrže privatnost svojih rezervacija.
Kari je u prvoj nedelji septembra poslao svog preparatora Kevina Aulenbeka u muzej dinosaurusa u Blandingu da pripremi fosil za bolje proučavanje. Aulenbek je zaključio da je fosil bio „kompozitni primerak od najmanje 3 primerka.. sa najviše.. 5.. različitih primeraka", ali su Čerkasovi to besno poricali i Aulenbek je ovo prijavio samo Kariju. Kari nije obavestio Nacionalnu Geografiju o ovim problemima.
13. avgusta 1999. godine, tim je magazinu Nejčur predao rukopis pod nazivom "Nova zubasta ptica sa repom nalik na dromeosaurusa" čiji su autori bili Stiven Čerkas, Kuri, Rouv i Zu. Rad pominje da su jedna od nogu i rep pandani koji su sastavljeni u glavnu ploču.
20. avgusta, magazin Nejčur je odbacio papir, ukazujući da je Nacionalna Geografija odbila da odloži objavljivanje, ostavljajući premalo vremena za stručnu recenziju.
U to vreme novembarski broj Nacionalne Geografije je već bio u pripremi za štampu, ali „Arheoraptor" nikada nije formalno objavljen ni u jednom recenziranom časopisu.
Nacionalna Geografija je otišla korak dalje i objavila izdanje bez prethodne provere naučnika. Fosil je pretstavljen na konferenciji za štampu 15. oktobra 1999, dok je Nacionalna Geografija u novembru 1999. objavila članak svog umetničkog urednika Kristofera P. Sloana. Sloan je opisao fosil kao kariku koja nedostaje da bi se razjasnila veza između ptica i dinosaurusa. Fosil je bio izložen u Nacionalnom geografskom društvu u Vašingtonu, dok nije vraćen u Kinu. U članku Sloan je koristio ime „Archaeoraptor liaoningensis", ali sa naznakom da se to ne uvaži kao naučna klasifikacija da bi Čerkas mogao da objavi recenziju u budućnosti.
Nakon što je izašlo novembarsko izdanje Nacionalne Geografije, Stors L. Olson, kustos Nacionalnog muzeja istorije prirode Smitsonovskog instituta, objavio je 1. novembra 1999. otvoreno pismo ukazujući na to da je primerak bio ilegalno dopremljen uz protest protiv preovlađujućeg mišljenja da su ptice nastale od dinosaurusa. Olson se požalio na to da je Sloan, novinar, obesmislio proces naučne nomenklature time što je ime najpre objavio u časopisu: „Ovo je noćna mora mnogih zoologa — da će šansa za imenovanje nove vrste pripasti nekom nepromišljenom novinaru.”
Oktobra 1999, nakon što ga je Kari obavestio o problemima i nakon što je prvi put video primerak, Zu primećuje da ga rep „Arheoraptora” veoma podseća na neimenovanog dinosaurusa kog je proučavao, a koji će kasnije biti nazvan Mikroraptor. Zu se nakon povratka u Kinu uputio u provinciju Ljaoning gde je pregledao nalazište fosila. Na kraju je pronašao poprilično kompletan fosil malog dromeosaursa, a rep novog fosila toliko je odgovarao repu na fosilu „Arheoraptora” da je morala biti u pitanju ista vrsta, čak su oba primerka imala dve slične mrlje žutog oksida. 20. decembra 1999. Zu Zing je poslao pismo autorima teksta da je fosil lažan.
Dana 3. februara 2000. godine Nacionalna Geografija je izdala saopštenje za javnost u kojem se navodi da je fosil „Arheoraptora”  možda kombinovan i da je započeta istraga. U martovskom izdanju časopisa objavljeno je Zu-ovo pismo, pri čemu je reč „lažan” zamenjena sa „kombinovan”.
Stiven Čerkas je 4. aprila 2000. godine je rekao grupi paleontologa u Vašingtonu da su on i Silvija napravili „glupu grešku”. Rouv se pravdao da je afera dokaz da su njegova tvrđenja tačna te je 2001. objavio članak u kom opisuje svoje otkriće. Došao je do zaključka da je, osim gornjeg dela, nekoliko primeraka upotrebljeno za dopunjavanje fosila: prvi za levu butnu kost, drugi za golenjaču, treći za obe noge i najmanje još jedan za rep, koji se sam sastojao od pet zasebnih delova.
Juna 2000. fosil je vraćen u Kinu. U oktobarskom izdanju Nacionalne Geografije objavljeni su rezultati istrage.

## Nastanak zbrke
Fosili koji su umešani u skandal „Arheoraptor" doveli su do zabune u taksonomiji. U decembru 2000. godine, Mikroraptor je opisan u časopisu Nejčur. Zu je pregledao gornji deo fosila „Arheoraptora“ i obavestio je javnost da pripada prethodno imenovanom rodu Janornis.

### Časopis Muzeja dinosaurusa
Čerkas je 2002. godine objavio članak u časopisu pod okriljem Muzeja dinosaurusa pod nazivom Pernati dinosaurusi i poreklo leta. U ovom časopisu je opisao i imenovao nekoliko vrsta. Od šest opisanih vrsta, pet je spornih.
Uprkos radu Zu-a, Čerkas i koautor Ksu Ksing opisali su gornji deo fosila „Arheoraptora“ kao novi rod ptica, Archaeovolans, u istom časopisu. Članak sadrži upozorenje da bi to mogao biti primer Janornisa. Tako je ovaj isti fosilni primerak na različitim mestima nazvan „Arheoraptor“, Archeovolans i Janornis.
Pomoću studije u časopisu muzeja, Stiven Čerkas stvorio je prostor za svoje kontroverzno mišljenje da su maniraptorni dinosaurusi ptice neletačice, pri čemu je kritikovao ugledne paleontologe. U tekstu o Cryptovolans-u, Čerkas je optužio dr Mark Norela da je pogrešno opisao fosil BPM 1 3-13 kao dinosaurusa sa dugim pernatim nogama zbog „zaslepljujućeg uticaja unapred stvorenih ideja“. U stvari je Norelova interpretacija bila tačna, dok je Čerkas dodao perje na nogama u svojoj sopstvenoj rekonstrukciji fosila prilikom promocije putujuće izložbe.
Još dva taksona koja su Čerkas i njegovi koautori imenovali, drugi autori su kasnije tretirali kao sinonime. Čerkasov Cryptovolans je percipiran kao Mikroraptor, a Scansoriopteryx kao Epidendrosaurus. Čerkas je opisao i Omnivoropteryx, napominjući da je sličan Sapeornisu. Kasniji primerci Sapeornisa sa lobanjama su pokazali da je verovatno u pitanju ista vrsta.
Takson koji je Čerkas dodelio pterosaurima i nazvao Utahdactylus pregledao je dr Kris Benet. Benet je skrenuo pažnju na višestruko pogrešno identifikovanje kostiju i nedoslednosti između Čerkasovih dijagrama i stvarnih fosila. Benet je otkrio da je primerak neodređeni diapsida i kritikovao je prethodne autore zbog objavljivanja imena vrste kada nijedan dijagnostički znak ispod nivoa klase nije mogao biti verifikovan. Utahdactylus je učinio nomen dubium.

### Istorija taksonomije
U aprilu 2000. Olson je objavio članak u Bekboun-u, časopisu Nacionalnog muzeja prirodne istorije. U ovom članku opravdao je svoje stavove o evoluciji ptica, ali je takođe revidirao i ponovo opisao vrstu „Archaeoraptor liaoningensis“ tako što je za primer uzeo samo rep lažnog fosila. Da bi se sprečilo da ukaljano ime „Arheoraptor“ uđe u paleornitološku literaturu, ovaj ponovni opis dodelio je onom delu himernog primerka za koji je bilo najmanje verovatno da će biti svrstan u Avese, a ne onom delu za koji se kasnije pokazalo da prikazuje pravu vrstu ptica. Olson je pretpostavio da je članak Nacionalne Geografije već adekvatno imenovao fosil, te stoga nije izričito naznačio da je to novo ime , kao što zahteva član 16 ICZN-a kao uslov da bi ime bilo važeće. Nekoliko meseci nakon toga Ksu, Zu i Vang objavili su svoj opis Microraptor zhaoianus-a u Nejčur-u.

### Kreacionizam
Skandal su ponekad koristili kreacionisti poput Kenta Hovinda, Kirka Kamerona i Reja Komforta kako bi bacili sumnju na hipotezu da su ptice evoluirale od dinosaurusa. Mnogi kreacionisti insistiraju na tome da nisu pronađene veze koje nedostaju između ptica i dinosaurusa, obično ukazujući na „Arheoraptora“ kao dokaz nedoličnog ponašanja radi potpore teorije evolucije. Oni vide „Arheoraptora“ kao „Piltdaunsku pticu”. Međutim, suprotno od piltdaunskog čoveka, „Arheoraptor“ nije namerno izmišljen da podrži neke evolutivne tvrdnje. Štaviše, autentičnost „Arheoraptora“ ne bi bila suštinski dokaz za hipotezu da su ptice teropode, jer to sasvim dovoljno potkrepljuju drugi podaci. Paleontolog Kristofer Broču zaključio je u novembru 2001. godine: „Da su ptice izvedeni teropodni dinosaurusi i više nisu predmet naučnog spora.“ Iako je igrao ulogu „kopnenog dinosaurusa“ u aferi „Arheoraptor“, za Mikroraptora se pretpostavlja, pokazujući krila i jasne tragova perja na repu (eng. rectrices), da je imao najmanje sposobnosti za letenje i sam po sebi je odličan primer prelaznog fosila.

## Spoljašnje veze
- Helen Briggs, 'Piltdown' bird fake explained, from March 29, 2001, BBC News Online.
- Hillary Mayell, Dino Hoax Was Mainly Made of Ancient Bird, Study Says, from the November 20, 2002 National Geographic News.
- Simons, Lewis M., 2000. Archaeoraptor fossil trail. National Geographic 198(4) (October): 128–132.
- Reed, Christina. "Fossil Faux Pas" Geotimes, March 2000.
- BBC Horizon 2002  "The dinosaur that fooled the world"